# Bandy (Sport)

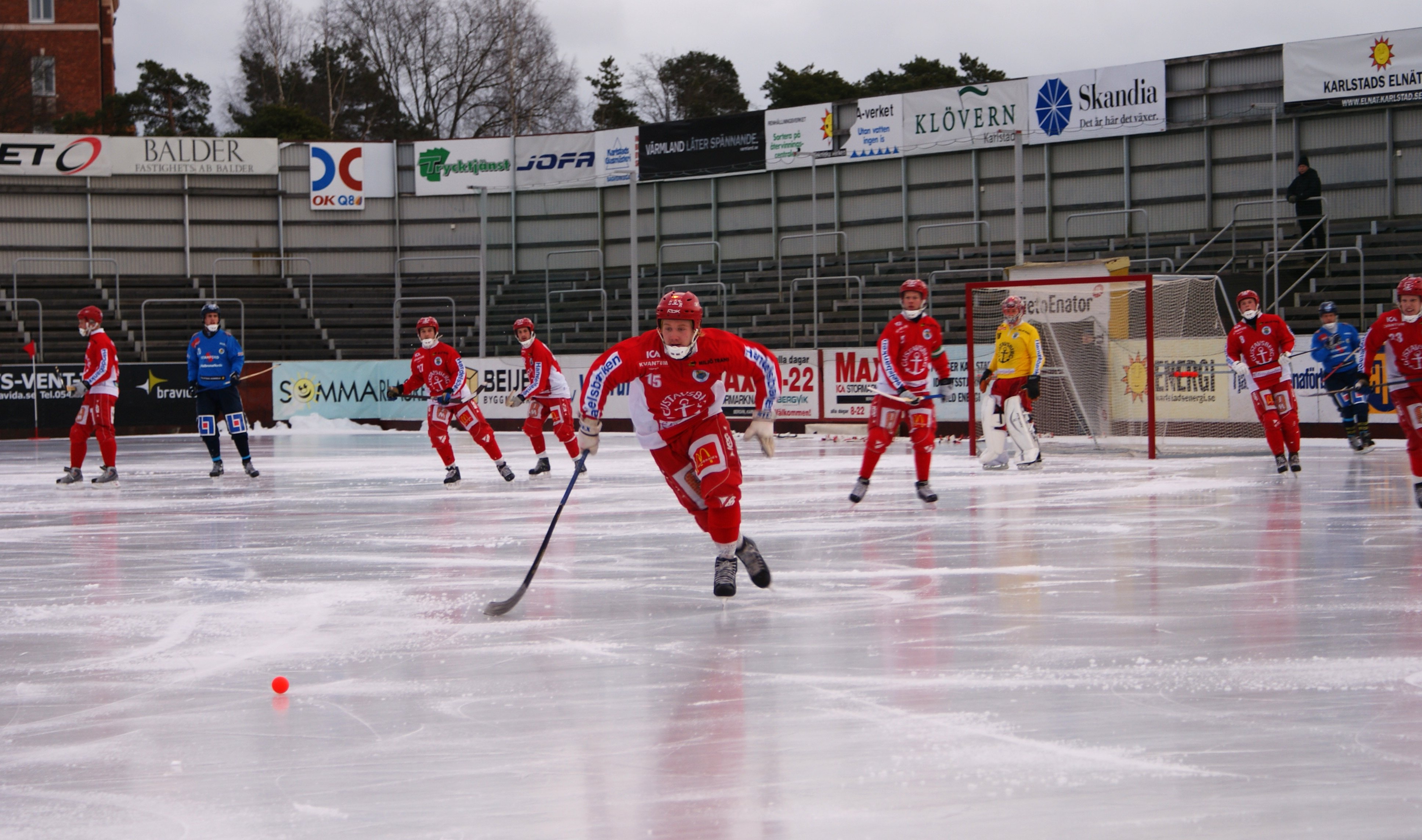
Spielszene zwischen Gustavsberg IF und BolticGöta in Schweden.

Bandy ist eine Ball- und Mannschaftssportart, die auf Eis ausgetragen wird. Bandy ist der Vorläufer des heutigen Eishockeys und wird heute vor allem in Nord- und Osteuropa sowie in Nordamerika betrieben. Erfolgreichste Nationalmannschaft ist bei den Damen Schweden und bei den Männern Russland.
Die Regeln des Bandy ähneln mehr denen des Fußballs und des Hockeys als denen des Eishockey. Das Spielfeld hat die Größe eines Fußballplatzes, die Variante Rinkbandy wird auf kleineren Spielflächen in Eishallen gespielt.

## Geschichte

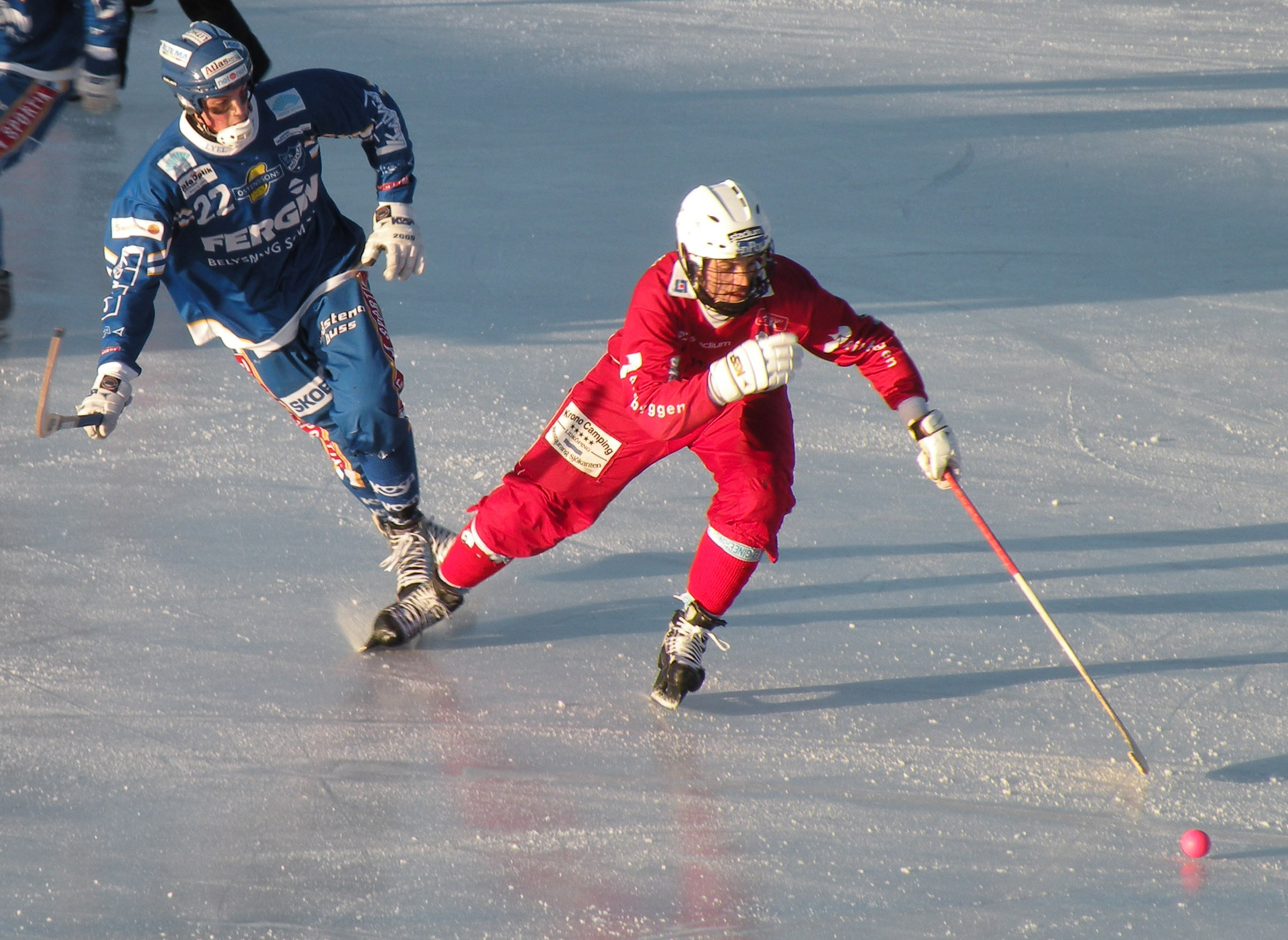
Bandy-Spieler

In Island wurde im 9. Jahrhundert ein ähnliches Spiel namens Knattleikr gespielt und im 13. Jahrhundert ist ein als bandja bezeichnetes Ballspiel mit Schlägern auf Eis belegt. 
Das moderne Bandy ist Anfang des 19. Jahrhunderts in den Fens im Osten Englands entstanden. Die ersten Vereine waren der walisische Bury Fen Bandy Club, die bereits 1790 Bandyspiele ausgetragen haben: Sheffield United (1855) und Nottingham Forest (1865). Zu Bandy-Hochburgen entwickelten sich vor allem Cambridgeshire und Lincolnshire. 1875 wurde das erste reguläre Match im Crystal Palace in London ausgetragen. Die Gründung des englischen Landesverbandes, der National Bandy Association, erfolgte 1891. Das winterliche Spiel nahm – nicht zuletzt durch die Pioniertätigkeit von C. G. Tebbutt aus Bury Fen – seine Verbreitung über Skandinavien (erste Meisterschaft in Schweden 1895 dokumentiert), Niederlande, Russland (1898 erstmals in Petersburg gespielt) bis nach Nordamerika. Im Jahr 1891 gab es zwischen England und den Niederlanden den ersten internationalen Vergleich. Die Spielregeln haben sich im Laufe der Jahrhunderte nur unwesentlich geändert. Eine verwandte Variante ist das schottische Shinty. – Bandy war nie eine reine Männersportart, seit seiner Entstehung gab es gemischte Mannschaften oder reine Frauenmannschaften.

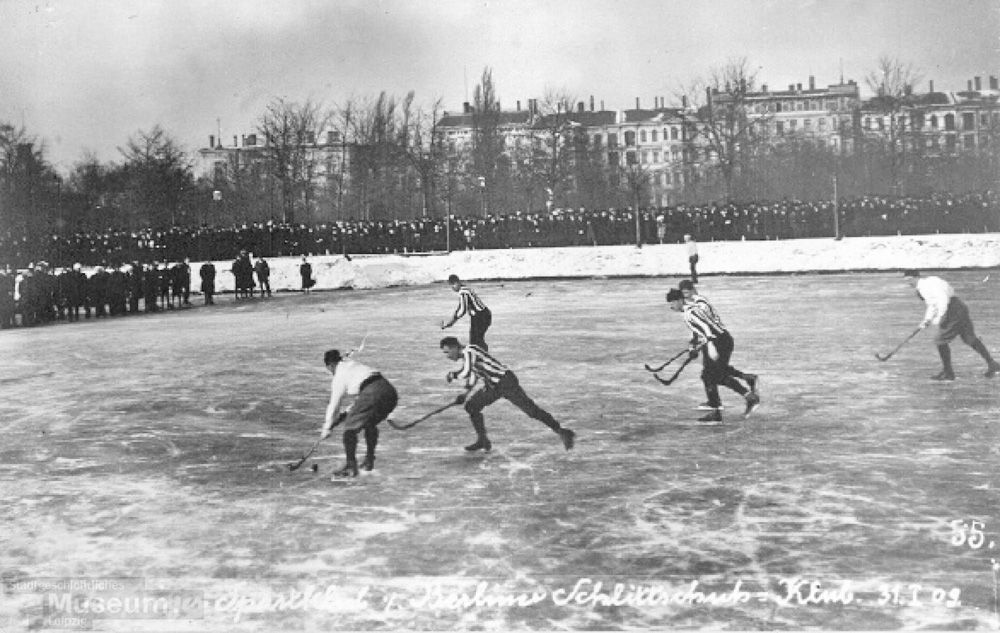
Bandy-Spiel in Leipzig 1909

In Deutschland wurde 1901 der erste Bandy-Verein gegründet, der Charlottenburger Eislaufverein, der seine Spiele im Winter auf dem Spree-Damm austrug. Weitere Vereine entstanden in Leipzig (Leipziger-HK), im Land Preußen (BFC Preussen, Academic-SC) und in Berlin (Viktoria Berlin). Seit 1880 wird Bandy auch in der Schweiz gespielt. Ab 1894 gehörte das Duell zwischen St. Moritz und Davos zu den jährlichen Wintersport-Attraktionen. Die ersten Ligen gab es in Holland, in der Schweiz, in Deutschland, Russland (1898), Norwegen (1903), Schweden (1907) und Finnland (1908). Viele der frühen Vereine spielten im Sommer Feldhockey und im Winter auf den gleichen Plätzen Bandy.
Bereits 1913 fand in der Schweiz (Davos) die erste Europameisterschaft statt, die England gewann.
Die Entwicklung des Bandysports wurde mit dem Ersten Weltkrieg zunächst gestoppt. Da das Spielfeld die Größe eines Fußballplatzes hat und deshalb im Freien gespielt werden muss, konnte sich Bandy in Ländern mit gemäßigten Wintern langzeitig nicht durchsetzen und wurde mit dem Aufkommen von Eishallen vom Eishockey verdrängt. 1920 wurde Eishockey ein olympischer Sport, und die meisten Bandymannschaften wechselten in den 1920er Jahren zum Eishockey. Später entstand jedoch mit Rinkbandy eine Variante, die auf kleineren Flächen gespielt werden kann.
Im Jahr 1952 war Bandy Demonstrationssportart bei den Olympischen Winterspielen in Oslo. Drei nordische Länder stellten Mannschaften, Schweden gewann den Wettkampf. Im gleichen Jahr gab es auch die erste inoffizielle Weltmeisterschaft.
Am 12. Februar 1955 gründeten vier Länder die International Bandy Federation (IBF). Im Jahr 2001 änderte die IBF auf Hinweis des Welt-Sportverbandes ihre Bezeichnung in Federation of International Bandy (FIB), damit dieser winterliche Ballsport als selbstständige Sportart anerkannt werden konnte.
Seit 1957 werden Weltmeisterschaften (WM) veranstaltet. Zunächst beteiligten sich nur Männervereine an dem Wettkampf. Und es lagen vier Jahre zwischen der ersten und zweiten Austragung, dann wurde alle zwei Jahre und seit 2003 jedes Jahr eine WM gespielt.
Mit der schnellen Verbreitung des kanadischen Eishockey verliert das Bandy-Spielen an internationaler Bedeutung, vor allem wegen der erforderlichen großen Spielflächen.

## Situation im 21. Jahrhundert

### Verbreitung

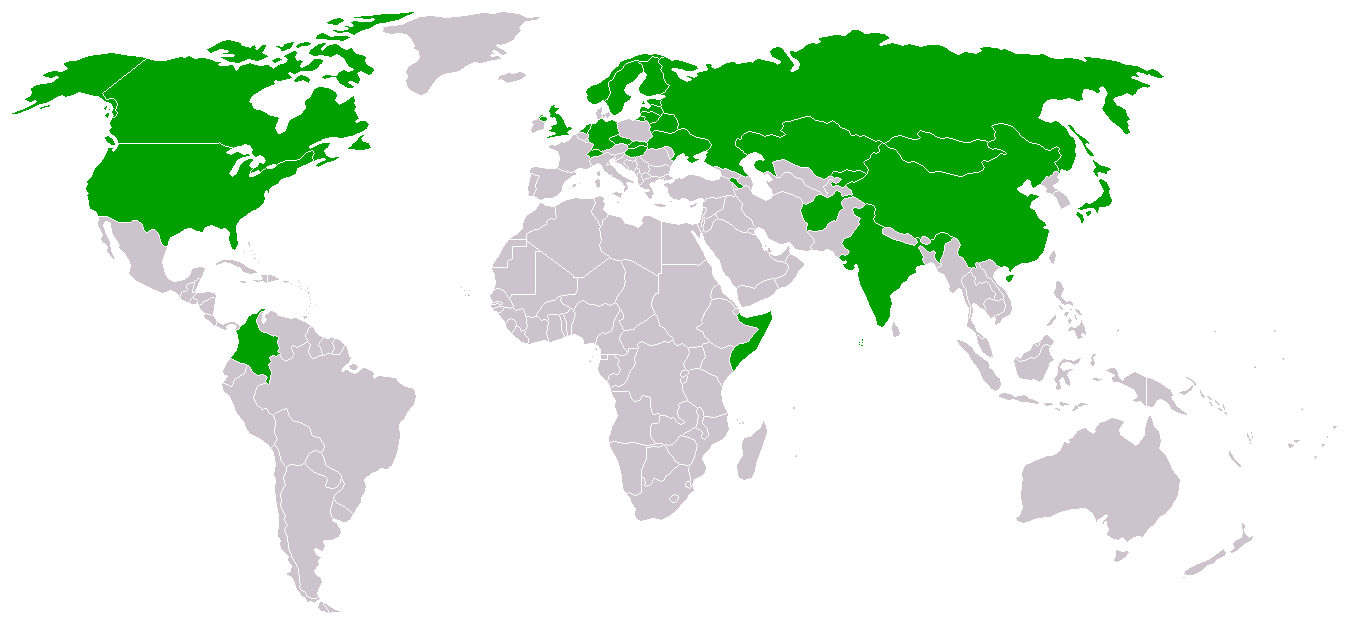
Länder, die im Internationalen Bandy-Verband organisiert sind

Im Jahr 2006 gehörten Bandy-Spielvereine aus 16 Ländern der Internationalen Föderation an: Australien, Belarus, Kanada, Deutschland, Estland, Finnland, Indien, Italien, Kasachstan, Kirgisien, Mongolei, Niederlande, Norwegen, Russland, Schweden, USA.
In Schweden und Russland ist der Sport sehr populär, in Finnland und Norwegen ist er ein Randsport. Inzwischen wird auch in Lettland, der Schweiz und Ungarn Bandy gespielt. Im Jahr 2020 waren 33 Nationen Mitglied im Bandy-Weltverband FIB.

### Vereinssport
Die Elitserien in Schweden ist eine Profiliga. Das bedeutendste internationale Turnier für Profimannschaften ist der 1974–2008 jährlich in der schwedischen Stadt Ljusdal und seit 2009 in Sandviken ausgetragene Bandy World Cup. Ebenfalls seit 1974 gibt es einen europäischen Wettbewerb für Landesmeister, der bisher fast ausschließlich von schwedischen und russischen Mannschaften gewonnen wurde. Diese Dominanz konnte nur 1976 von einer finnischen Mannschaft durchbrochen werden (Oulun Luistinseura). Die meisten Weltmeisterschaften konnte Russland bzw. früher die Sowjetunion gewinnen.
In Russland gründete sich 1992 die Superliga, zu der 14 Mannschaften (Stand 2020) gehören. Der jährliche nationale Champion wird durch eine reguläre Spielsaison mit anschließenden Playoffs ermittelt.

### Nationalmannschaften
Seit 2003 finden jährlich Weltmeisterschaften zwischen Nationalmannschaften statt. Dabei konnte Russland als Nachfolger der Sowjetunion 22 Titel gewinnen, Schweden war elfmal erfolgreich, nur Finnland gelang es 2004 einmal, die Dominanz dieser beiden Länder zu durchbrechen. Neben diesen drei Teams haben lediglich Norwegen und Kasachstan weitere Medaillen gewonnen. Seit 1991 wird eine B-Gruppe ausgespielt.
Im Jahre 2004 wurde erstmals eine Damen-Weltmeisterschaft ausgetragen. Schweden ist mit sechs Titeln Rekordtitelträger. Russland gewann 2014 den ersten Titel. Finnland gewann bislang vier und Norwegen drei Bronzemedaillen.
Die Europameisterschaft 2016 der Männer war die zweite Austragung dieses Turniers und fand in der Schweiz statt.

## Spielweise

Aufbau eines Bandy-Spielfeldes

### Spielfeld
Das Spielfeld ist 90 bis 110 Meter lang und 45 bis 65 Meter breit, hat also etwa die Größe eines Fußballfeldes. Es ist mit einer Eisschicht überzogen und liegt meist unter freiem Himmel. Die Tore sind 3,50 Meter breit und 2,10 Meter hoch. Der halbkreisförmige Strafraum hat einen Radius von 17 Metern. Der Strafstoßpunkt liegt zwölf Meter vor dem Tor.

### Grundregeln, Ausrüstung, Spieldauer

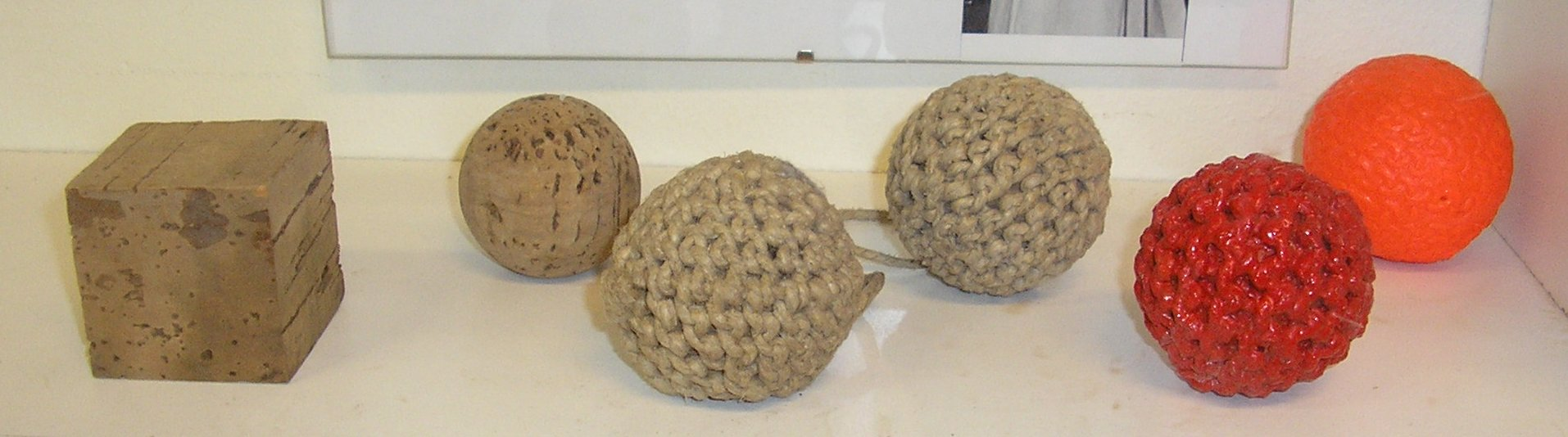
Herstellungsschritte eines Bandyballs - vom Korkkern zum fertigen Ball

Eine Mannschaft besteht aus elf Spielern, es gibt große Tore, kein Spiel hinter dem Tor, Abseits und Eckbälle.
Der Ball besteht im Kern aus Kork und ist mit einer leuchtend roten oder gelben Gummierung umschlossen. Sein Durchmesser beträgt ungefähr 6,3 Zentimeter bei einem Gewicht von rund 60 Gramm.
Die Spieler benutzen einen hölzernen Schläger, der am Schlagende gebogen und abgeflacht ist; also etwa eine Mischung aus Feldhockey- und Eishockeyschläger. Der Schaft des Schlägers ist 1,20 Meter lang. Der Torhüter hat keinen Schläger, sondern versucht, den Ball mit seinen Händen oder dem Körper abzuwehren oder zu fangen. 
Zur Ausrüstung gehören Helm, Knie- und Armschützer, ein Schutz für die Genitalien sowie Bandy-Schlittschuhe. Bis zur Einführung der Helmpflicht im Jahr 1966 trugen die Spieler eine Kappe, die oft gepolstert war.
Die Spielzeit läuft kontinuierlich und wird bei einer Spielunterbrechung nicht gestoppt. Die Spieldauer beträgt 2 × 45 Minuten; auch Straf– und 12-m-Stöße finden Anwendung.

### Rinkbandy
Rinkbandy ist die an Eishockeyfelder angepasste Variante des Bandys. Die Regeln ähneln stark denen des Eishockeys, während die Ausrüstung die des Bandys ist. Neben dem Spielball ist das 182 cm × 122 cm große Tor der größte Unterschied beider Sportarten. Rinkbandy hat ebenfalls im Bandy-Weltverband FIB seine Dachorganisation. Die FIB hat das Ziel, Rinkbandy zu verbreiten, um auch Nationen, denen das ursprüngliche Bandy auf großen Feldern einen zu großen Aufwand darstellt, Teilnahmen an internationalen Turnieren zu ermöglichen. Die deutsche Mannschaft hat Rinkbandyturniere in Nijmegen und Nymburk gespielt.

## Einzelbelege
1. ↑  Marcus Rosenstein: Das Ballsportlexikon. 1. Auflage. Weinmann, Berlin 1997, ISBN 3-87892-062-8, S. 53.
2. ↑  Kurzvorstellung von Rinkbandy/Rink Bandy, abgerufen am 10. Juni 2022.
3. ↑  ZS Sputnik von 1988.
4. ↑  О Хабаровске, Олимпиаде и США – rusbandy.ru, übersetzt mit google translate, Information über EM 2016 in Davos.